# Папуга червоночеревий
Папуга червоночеревий, папужець червоночеревий (Northiella haematogaster) — вид папугоподібних птахів родини Psittaculidae. Ендемік Австралії.

## Поширення
Мешкає у внутрішніх регіонах південно-східної Австралії від південного Квінсленда до Нового Південного Уельсу. Мешкає в чагарниках і обсаджених деревами саванах.

## Опис
Він має сіро-зелене оперення і розміри близько 28 см. Він має ширшу й темно-блакитну лицьову маску у самців і вужчу й затінену синім кольором у самиць. Черевце жовтувате з нечітким центральним червонуватим щитком. На плечі є чітка синя позначка, а на крилі коричнева вертикальна смуга та синій край крила. Дзьоб і ноги сірі, райдужка коричнева.